# 莫希干人
莫西干人（英語：Mohican，/moʊˈhiːkən/，也有写作 Mahican，/məˈhiːkən/ )，又譯莫希干人、摩希根人，是一支使用东阿尔冈昆语的美洲原住民部族。原来生活在哈德逊山谷（纽约奥尔巴尼市附近）和新英格兰的西部。1680年后, 该部族中许多人迁移到马萨诸塞州的斯托克布里奇。1830年左右，大部分的莫希干人后裔又迁移到威斯康星州的肖诺县，在那里与里莱纳佩人（Lenape）组成了一个由美联邦认可的斯托克布里奇-门西社区，并且拥有有一个 22,000 英亩（8,900公顷）的保留地。
美国独立战争后，多数的莫希干人后裔又向西迁移加入了易洛魁奧奈達人部族在纽约州中部的保留地。欧奈达人分给了他们22,000英亩的土地以供他们使用。20多年后，在1820年到1830年之间，奥奈达人和斯托克布里奇人再次迁徙，在印第安人迁移政策下他们被迫迁到威斯康星州东北部。部族的名字来源于他们所居住的地方："Muh-he-ka-neew" 意为来自流水边的人，是指他们不应该忘记他们来自通向大海的哈德逊河，所以他们称自己为哈德逊河"Seepow Mahecaniittuck"或是“来自流水边的人 。因此他们和同样生活在哈德逊河流域的两个部族门西和瓦平勒一起被荷兰人和英国人称为“河边印第安人”。荷兰人将这个地区的不同部族称呼为：Mahigan、Mahikander、 Mahinganak、 Maikan 和 Mawhickon。后来被英国人简化为Mohican或Mahican。法国人透過他们在加拿大的印第安盟友称呼莫希干人为Loups（意为北美狼），就像他们称呼“五大部族联盟”为“蛇人”或“易洛魁人”一样。
在20世纪后期，他们加入了奥奈达和其他来自纽约州的部族对纽约州的土地索赔，因为美国独立战争后纽约州违宪强行购买他们的土地。2010年，即将离任的纽约州州长戴维·帕特森宣布作为土地交换，将在卡茨基爾山內沙利文县为斯托克布里奇-门西社区新建一座占地330英亩（130公顷）的大型赌场，用以支付他们对于麦迪逊县的大型索赔。但是这笔交易有许多反对者。